# Hamme (Brabant flamand)
Pour les articles homonymes, voir Hamme.

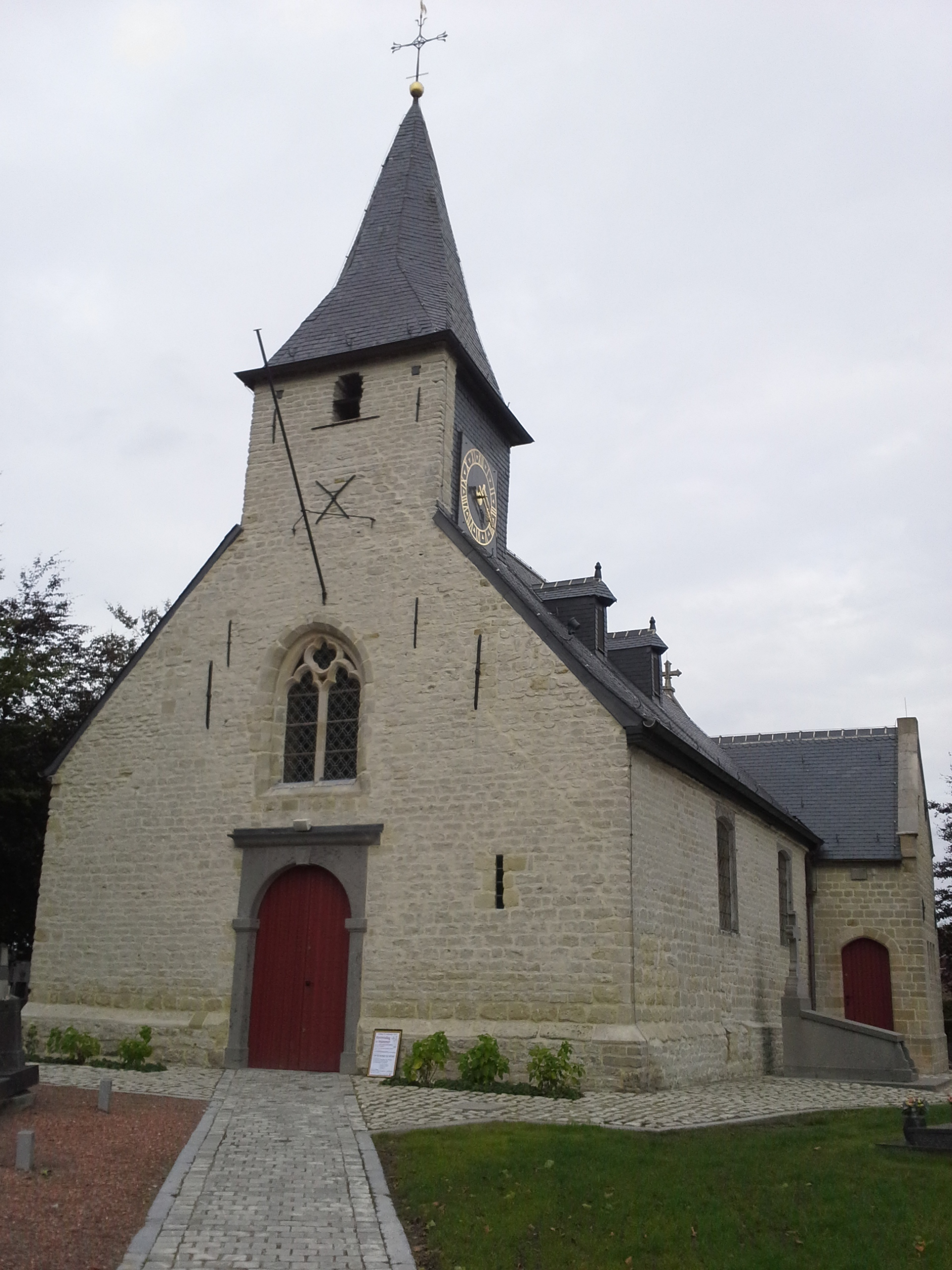
Église Onze Lieve Vrouw Hamme Merchtem.

Hamme est une section de la commune belge de Merchtem située en Région flamande dans la province du Brabant flamand. C'était une commune à part entière avant la fusion des communes de 1977.

## Démographie

### Évolution démographique
- Sources : INS, Rem. : 1831 jusqu'en 1970 = recensements, 1976 = nombre d'habitants au 31 décembre[2].

## Histoire
Louis Verreycken, (1552-1621) a été seigneur d'Impden (voir Wolvertem), Hammes , Sart (Sart-Dames-Avelines), Ruart.